# Marco Barba
Pour les articles homonymes, voir Barba (homonymie).
Marco Antonio Barba López (né le 10 novembre 1985 à Séville) est un pilote automobile espagnol et frère d'Álvaro Barba. 

## Biographie
Barba a commencé sa carrière en 2003 dans le championnat espagnol de Formule Junior 1600, en signant un seul podium et deux pole positions pour terminer l'année en 12e place. Il est resté dans le championnat l'année suivante, en signant huit podiums, dont six victoires, pour terminer deuxième derrière le pilote belge Michael Herck. Il a également pris part à trois courses dans le Championnat d'Espagne de Formule 3. 
En 2005, Barba revient dans le championnat d'Espagne de Formule 3, à plein temps cette fois-ci, avec Campos Racing. Au cours de l'année, il a réalisé 9 podiums, dont 2 victoires de classe, pour terminer à la 3e position du classement final de la Copa F300, derrière son coéquipier Arturo Llobell. Dans le classement général du championnat, il a terminé en 10e position. Il a également couru deux courses dans le Championnat d'Italie de Formule 3 pour l'équipe Ghinzani. En dépit de prendre part à deux courses, seulement, il a, tout de même, marqué assez de points pour être classé 10e au classement final. 
En 2006, il est passé à la classe principale de la Formule 3 espagnole avec Campos Racing, en faisant cinq podiums, y compris une victoire, pour terminer 7e au championnat. Barba a également pris part au 3 dernières manches de la World Series by Renault, avec l'écurie Jenzer Motorsport, aux côtés de son frère aîné Álvaro. Il n'a marque un petit point lors des 3 meetings, un score décevant. 
Pour 2007, il est resté dans le Championnat d'Espagne de F3, passant de Campos Racing à la l'écurie TEC Auto, tenante du titre cette année-là. Au cours de la saison, il est monté à neuf reprises sur le podium, dont trois victoires, pour terminer deuxième au classement, à quatre points du titre seulement, enlevée par son coéquipier et compatriote Máximo Cortés. 
Barba s'engage en World Series by Renault en 2008, pour l'écurie italienne Draco Racing, aux côtés du belge Bertrand Baguette.